# Tântalo (elemento químico)
O tântalo (forma preferida em Portugal e Brasil) ou tantálio é um elemento químico de número atômico 73 (73 prótons e 73 elétrons), símbolo Ta com massa atómica 181 u que se situa no grupo 5 (anteriormente chamado VB) da classificação periódica dos elementos. Trata-se de um metal de transição raro, azul grisáceo, duro, que apresenta brilho metálico, cor meio acinzentada e resiste muito bem à corrosão. Na temperatura ambiente o tântalo encontra-se no estado sólido.
É encontrado no mineral tantalita. Fisiologicamente inerte, de modo que, entre suas varias aplicações, pode ser empregado para a fabricação de instrumentos cirúrgicos e em implantes.
Foi descoberto em 1802 por Anders Gustaf Ekeberg em minerais provenientes da Suécia e Finlândia e isolado por Jons Berzelius em 1820.

## Características principais
O tântalo é um metal cinzento, denso, dúctil, muito duro, resistente a corrosão por ácidos e um bom condutor de calor e eletricidade. Em temperaturas abaixo de 150 °C o tântalo é quase completamente imune ao ataque químico, mesmo pela agressiva água régia. Somente é atacado pelo ácido fluorídrico, ácido que contem o íon fluoreto ou mediante fusão alcalina. O elemento tem o quinto maior ponto de fusão dos elementos conhecidos, perdendo apenas para o Ósmio, Rênio, Tungstênio e o Carbono. O tântalo tem a maior capacitância por volume entre todas as substâncias.
Assemelha-se ao nióbio, podendo ser encontrados nos minerais columbita-tantalita.
O principal uso do tântalo é como óxido, um material dielétrico, para a produção de componentes eletrônicos, principalmente capacitores, que são muito pequenos em relação a sua capacidade. Por causa desta vantagem do tamanho e do peso os principais usos para os capacitores de tântalo incluem telefones, pagers, computadores pessoais, e eletrônicos automotivos.
O tântalo também é usado para produzir uma série de ligas que possuem altos pontos de fusão, alta resistência e boa ductilidade. O tântalo de carbono, um tipo de carbeto muito duro, é usado para produzir ferramentas de cortes, furadeiras e máquinas trefiladoras. O tântalo em superligas, é usado para produzir componentes de motores de jatos, equipamentos para processos químicos, peças de mísseis e reatores nucleares. Filamentos de tântalo são usados para a evaporação de outros metais como o alumínio.
Por ser não irritante e totalmente imune à ação dos fluidos corporais, é usado extensivamente para produzir equipamentos e implantes cirúrgicos em medicina e odontologia. O óxido de tântalo é usado para elevar o índice de refração de vidros especiais para lentes de câmera. O metal também é usado para produzir peças eletrolíticas de fornalhas de vácuo.

## História
O tântalo (do grego "Tântalo", pai de "Níobe" na mitologia grega) foi descoberto em 1802 por Anders G. Ekeberg em minerais provenientes da Suécia (Ytterby) e da Finlândia (Kimito) e isolado em 1820 por Jons Berzelius. Até 1844 muitos químicos acreditavam que o nióbio e o tântalo eram o mesmo elemento. Os pesquisadores Rowe (1944) e Jean Charles Galissard de Marignac (1866) demonstraram que os ácidos nióbico e tantálico eram compostos diferentes. Posteriormente os investigadores puderam isolar somente o metal impuro, e o primeiro metal dúctil relativamente puro foi produzido por Werner von Bolton em 1903. Em 1922, um engenheiro de uma usina de Chicago (Estados Unidos) conseguiu obter industrialmente o tântalo com 99,9% de pureza. Os filamentos feitos com o metal tântalo eram usados em lâmpadas incandescentes até serem substituídos pelo tungstênio.
Seu nome é derivado do carácter Tântalo (filho de Zeus e pai de Níobe, da mitologia grega), que, por desagradar aos deuses, foi condenado a ficar eternamente com fome e sede mergulhado de joelhos com água até o pescoço, sob uma árvore carregada de frutos. Quando se dobrava para beber, a água drenava e, quando levantava as mãos para apanhar frutos, os galhos se moviam para fora do seu alcance. Esta similaridade com o comportamento não reativo do tântalo – estar entre reagentes e não ser afetado por eles – foi a origem do seu nome.

## Ocorrência
Ocorre principalmente no mineral tantalita ((Fe, Mn) Ta2O6], euxenita e outros minerais como a samarskita e a fergusonita. A tantalita é encontrado na maior parte misturado a columbita. Na crosta terrestre, o tântalo participa com 8 ppm em peso.
O maior produtor de tântalo é a Austrália. Outros grandes produtores são Brasil e Canadá (como subproduto da mineração de nióbio); Tailândia e Malásia (como subproduto da mineração de cassiterita); China, Etiópia e Moçambique. Futuras fontes de abastecimento de tântalo estão sendo exploradas na Arábia Saudita, Egito, Gronelândia, Estados Unidos e Finlândia, além de países já citados acima. É estimado que o tântalo perfaça cerca de 1 ou 2 ppm da crosta terrestre, em peso.
O tântalo quase sempre é encontrado em minerais associado ao nióbio. Diversas etapas complicadas estão envolvidas na separação destes dois elementos. Comercialmente a produção do tântalo pode seguir um dos diversos métodos:
- eletrólise do fluortantalato de potássio fundido;
- Redução do fluortantalato de potássio com sódio;[6]
- Reagindo o carboneto de tântalo com óxido de tântalo;
- Como subproduto da extração do estanho.

| 1. | República Democrática do Congo | 580 |
| 2. | Brasil                         | 430 |
| 3. | Ruanda                         | 336 |
| 4. | Nigéria                        | 180 |
| 5. | China                          | 76  |
| 6. | Etiópia                        | 70  |
| 7. | Austrália                      | 67  |
| 8. | Burundi                        | 38  |
| 9. | Rússia                         | 26  |

Fonte: USGS.

## Compostos
No Laboratório Nacional Los Alamos os cientistas desenvolveram um carbeto de tântalo (composto de grafite) que é um dos materiais mais duros sintetizados
Um dos compostos importantes é o pentóxido de tântalo (Ta2O5) que por ser um material dielétrico é usado para a fabricação de capacitores utilizados em equipamentos eletrônicos e, em vidros especiais para a fabricação de lentes devido ao alto índice de refração.

## Isótopos
O tântalo natural é constituído por dois isótopos. O Ta-181 é um isótopo estável, e o Ta-180m é um radioisótopo (com meia-vida acima de 1015 anos) transformando-se lentamente num isômero nuclear.

## Precauções
Compostos que contêm tântalo raramente são encontrados, e o metal normalmente não causa problemas quando manuseado em laboratório, entretanto deve ser considerado como altamente tóxico. Há alguma evidência que os compostos de tântalo podem causar tumores, e a poeira do metal é explosiva.